# Die Konsensfabrik. Noam Chomsky und die Medien
Die Konsensfabrik. Noam Chomsky und die Medien (Manufacturing Consent: Noam Chomsky and the Media) ist ein Dokumentarfilm aus dem Jahr 1992, der sich mit Leben und Werk des US-amerikanischen Intellektuellen Noam Chomsky befasst. Der englische Originaltitel Manufacturing Consent ist identisch mit dem Titel eines der bekanntesten Bücher Chomskys, in dem er die Manipulation der US-amerikanischen Medien durch verschiedene politische und wirtschaftliche Interessengruppen untersuchte und belegte.

## Handlung
Der Film dokumentiert das Leben, die Arbeit und die Ansichten des US-amerikanischen Intellektuellen Noam Chomsky über eine Zeitspanne von fünfundzwanzig Jahren hinweg. Er kritisiert darin vor allem das Hegemoniestreben der USA, die Einflussnahme von Großkonzernen auf die Massenmedien sowie andere Formen der Medienzensur. Eine besondere Rolle in Chomskys Medienkritik spielt die Berichterstattung der New York Times über die völkerrechtswidrige Besetzung Osttimors durch Indonesien. Die indonesischen Verbrechen seien seiner Ansicht nach heruntergespielt bzw. ignoriert worden, weil Indonesien ein enger Verbündeter der USA war. In diesem Zusammenhang wird das so genannte Propagandamodell Chomskys behandelt, mit dem er den Einfluss von Interessengruppen auf die Berichterstattung der Massenmedien in Demokratien zu erklären versucht.

## Hintergründe
Das gleichnamige Buch, gemeinsam verfasst von Edward S. Herman und Noam Chomsky, untersucht die Politische Ökonomie der Massenmedien (engl. Political Economy of the Mass Media). Es enthält viele Inhalte, die dem Dokumentarfilm fehlen, etwa die Herleitung des erwähnten Propagandamodells und viele Anwendungsbeispiele. Der deutschsprachige Titel lautet Die Konsensfabrik. Die politische Ökonomie der Massenmedien.

## Kritiken
- Cinema schrieb, es sei den Regisseuren „trotz der trockenen Materie […] ein fesselndes [anspruchsvolles und lehrreiches] Porträt des Wissenschaftlers“ gelungen.[1]
- Hal Hinson nannte den Film am 5. Mai 1993 in der Washington Post „herrlich, zu Gedanken anregend, mit Witz und Elan“ („superb, thought-provoking […] wit and panache“).[2]
- Joe Brown lobte in der Washington Post, dass Chomsky auch seine Gegner zu Wort kommen lässt, und beurteilt den Film als „intellektuell stark, […] unabhängig davon, ob man Chomsky zustimmt oder nicht“.[3]

“Der kanadische Dokumentarfilm […] gibt einen ausführlichen Einblick in die politischen Überzeugungen des berühmten Intellektuellen. Die Filmemacher Mark Achbar und Peter Witonick werfen nur einen kurzen Blick auf seine bahnbrechende Arbeit auf dem Gebiet der Linguistik und sein ereignisreiches Leben und konzentrieren sich stattdessen auf seine Aktivitäten als politischer Dissident und Medienkritiker. Dem Film gelingt es, zum Nachdenken über Chomskys Ideen anzuregen, und er bietet einen faszinierenden Einblick in das Leben eines komplexen, motivierten Denkers.”

„The Canadian documentary […] presents a lengthy, detailed look at the political beliefs of celebrated intellectual. Casting only passing glances at Chomsky's groundbreaking work in the field of linguistics and his eventful life, filmmakers Mark Achbar and Peter Witonick instead focus on his activities as a political dissident and media critic. […] The film […] succeeds in making a thought-provoking case for these ideas and provides an intriguing glimpse into the life of a complex, driven thinker.“

## Referenzen
- die Kanadier Debbie Melnyk und Rick Caine gaben in Anspielung auf Manufacturing Consent ihrem 2007 veröffentlichten Dokumentarfilm über Michael Moore den Titel Manufacturing Dissent

## Auszeichnungen
Mark Achbar und Peter Wintonick gewannen für diesen Film vier bedeutende Preise:
- 1992 beim Vancouver International Film Festival als beliebtester kanadischer Film,
- 1992 beim Toronto International Film Festival als bester kanadischer Kinofilm – spezielle Auszeichnung der Jury,
- 1992 beim Chicago International Film Festival den Preis Gold Hugo und
- 1994 beim Mumbai International Film Festival den Preis Silver Conch.

Insgesamt erhielt der Film weltweit über 22 Preise und Auszeichnungen.